# Rathkeale
Rathkeale (irisch Ráth Caola) ist eine Stadt im County Limerick im Südwesten der Republik Irland.

## Geschichte
„Rath Caola“, der irische Name des Ortes, bedeutet „Caolas Festung“, wobei es sich bei Caola mutmaßlich um einen gälischen König handelt. Von der Invasion der Normannen an bis zur Mitte des 15. Jahrhunderts war das Land im Besitz einer Familie Maltravers.
Im Jahr 1840, vor der Großen Hungersnot in Irland, war Rathkeale die County town von Limerick, mit einer Bevölkerung von fast 5000 Personen bei der Volkszählung von 1830 (verglichen mit um die 1200 Menschen heute, bei abnehmender Tendenz).

## Geografie und Demografie
Rathkeale liegt etwa 30 Kilometer südwestlich von Limerick City am River Deel zwischen Adare und Newcastle West an der Nationalstraße N21 von Tralee im County Kerry in Richtung Limerick City. Die Einwohnerzahl von Rathkeale wurde bei der Volkszählung 2022 mit 1231 Personen ermittelt. Im Ort lebt auch eine nennenswerte Anzahl von Irish Travellers.
An den Schienenverkehr in Irland war Rathkeale vom 1. Januar 1867 bis zum 2. Dezember 1974 angeschlossen.
Das örtliche Mercy Community College hat seit 1996 eine Partnerschaft mit dem deutschen Otfried-von-Weißenburg-Gymnasium Dahn.

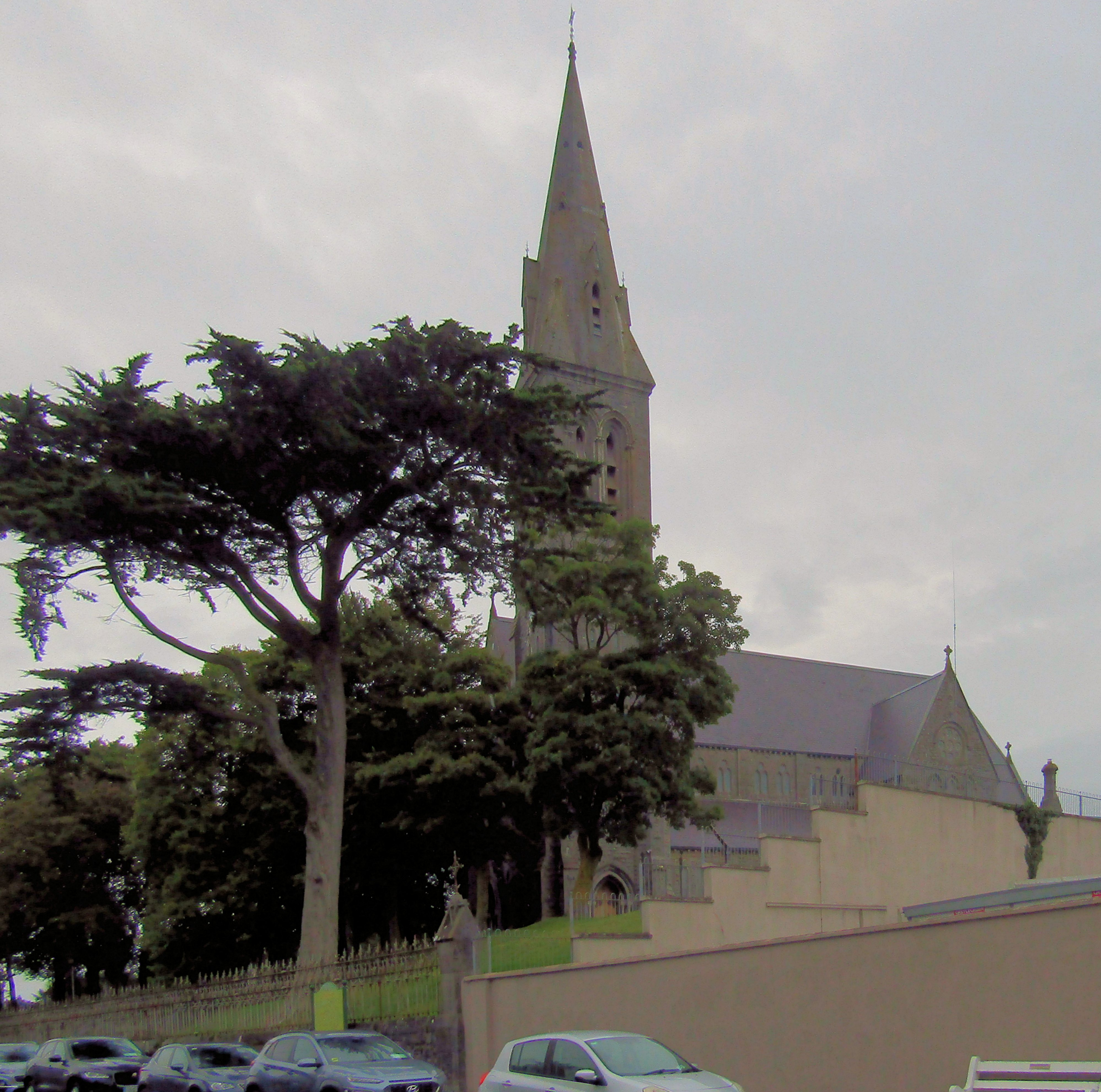
Saint Mary’s Catholic Church
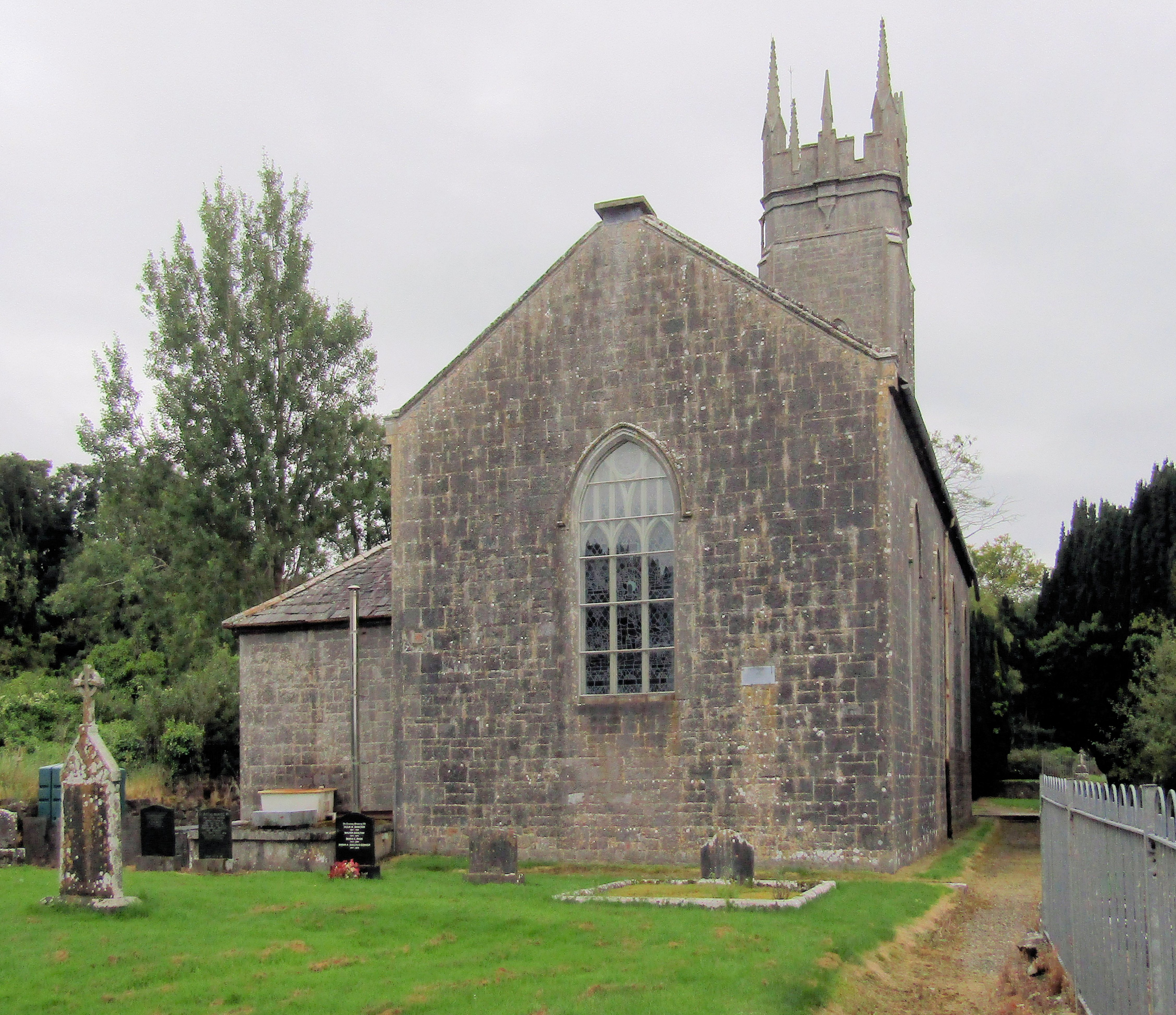
Holy Trinity Church